# Línea M-126 (Área de Málaga)
La línea M-126 es una ruta de transporte público en autobús interurbano del Consorcio de Transporte Metropolitano del Área de Málaga. Une los municipios de Torremolinos con Benalmádena.
Esta línea de autobús atiende, además, a los núcleos de Benalmádena Costa y Arroyo de la Miel.
En el recorrido de la línea se encuentran centros importantes de atracción turística, como pueden ser la Carihuela, el Puerto Deportivo de Benalmádena, Tivoli World y el Teleférico de Benalmádena
La línea finaliza su recorrido, tras el núcleo de Benalmádena Pueblo, en la estupa budista de La Iluminación, en la zona de Retamar, junto al campo del Club Hockey Benalmádena.

## Detalles de la línea
| Línea | Trayecto                 | Recorrido y Horarios | Plano |
| ----- | ------------------------ | -------------------- | ----- |
| M-126 | Torremolinos-Benalmádena | Recorrido y Horarios | Plano |